# Apamea marmorata
Apamea marmorata là một loài bướm đêm trong họ Noctuidae.